# Business excellence
Business excellence is een systematisch gebruik van kwaliteitsmanagementprincipes en gereedschappen, met het doel de prestatie te verbeteren gebaseerd op de principes van klantgerichtheid, toegevoegde waarde voor belanghebbenden en procesmanagement. Belangrijke aspecten van Business Excellence richten zich op de functionele gebieden in een onderneming inclusief continue baanbrekende verbeteringen en preventief op feiten gebaseerd management. 
Business Excellence betreft buitengewone toepassingen in het managen van een organisatie en het behalen van resultaten op basis van een aantal grondbegrippen, zoals:
- klant- en marktgerichtheid
- leiderschap
- strategische doelen
- waarde-creërende processen
- organisatorische en persoonlijke ontwikkelingen (competentiemanagement)
- medewerkerbetrokkenheid
- sociale verantwoordelijkheden
- meten, analyse en kennismanagement
- bedrijfsresultaten

Deze toepassingen hebben zich ontwikkeld tot praktijkgerichte modellen over hoe een organisatie van wereldklasse te werk zou moeten gaan. Deze modellen worden continu aangepast en verbeterd door studie van de toepassingen en de maatstaven van de best presterende organisaties ter wereld. Organisaties kunnen het model bijvoorbeeld gebruiken als zelfevaluatie bij SWOT-analyses en het bepalen van toekomstige organisatorische ontwikkelingen. De essentie van de methodologie is het concentreren van een harmonieus geheel dat is gericht op processen, technologieën en middelen (zoals mensen en financiën). De belangrijkste gedachte hierachter is dat deze elementen niet alleen op zichzelf kunnen verbeteren maar ook met elkaar in overeenstemming en in balans dienen te zijn.
Veel gebruikte Business-Excellencemodellen zijn:
- Malcolm Baldrige model
- EFQM-model
- INK-model
- Singapore Quality Award Model / Japan Quality Award model
- Canadian Business Excellence Model
- Australian Business Excellence Framework

Organisaties wereldwijd maken gebruik van de Business Excellence modellen als basis voor continue verbeteren van de prestaties en de resultaten. In Amerika zijn sinds de introductie van het Malcolm Baldrige model in 1988 meer dan 2 miljoen exemplaren verspreid. In Europa gebruiken zeker 30.000 het EFQM-model.